# Timogenes elegans
Timogenes elegans  (лат.) — вид скорпионов из семейства Bothriuridae. Распространён в Боливии и Парагвае, а также в провинциях Аргентины — Жужуе, Сальте, Формосе, Чако, Тукумане, Сантьяго-дель-Эстеро, Катамарке, Ла-Риохе, Кордове, Сан-Луисе, Сан-Хуане, Мендосе, Ла-Пампе, Рио-Негро, Санта-Фе, Энтре-Риосе и Буэнос-Айресе. Живут в тоннелях. Длина тела 120 мм. Яд не имеет никакой медицинской значимости.